# Спортивные арены летней Универсиады 2013
Ниже представлен список спортивных арен, на которых проводились соревнования летней Универсиады 2013 года в Казани. Всего было задействовано 64 спортивных объекта.
Практически все объекты находятся в черте города. За городом (в Верхнеуслонском районе) расположен только Комплекс стендовой стрельбы, на котором в сентябре 2009 года прошел Чемпионат России, а летом 2010 года — Чемпионат Европы.
Деревня Универсиады сооружена в 2010 году, до и после проведения Универсиады она используется как студенческий кампус, а также как Федеральный центр подготовки сборных команд России по летним видам спорта.
Почти все спортивные объекты Универсиады были построены задолго (2 года и более) до её открытия, только «Казань-арена» и Дворец Водных видов спорта были сданы весной 2013 г.
До Универсиады на всех спортобъектах прошли как тестовые различные соревнования, в том числе федерального и международного уровня.
Спортивные объекты, возведенные в Казани, остались доступными и более широко востребованными для населения города и республики, в отличие от спортивных объектов Зимней Олимпиады-2014 в Сочи, ряд которых будет перемещён в другие города.

## Арены Универсиады

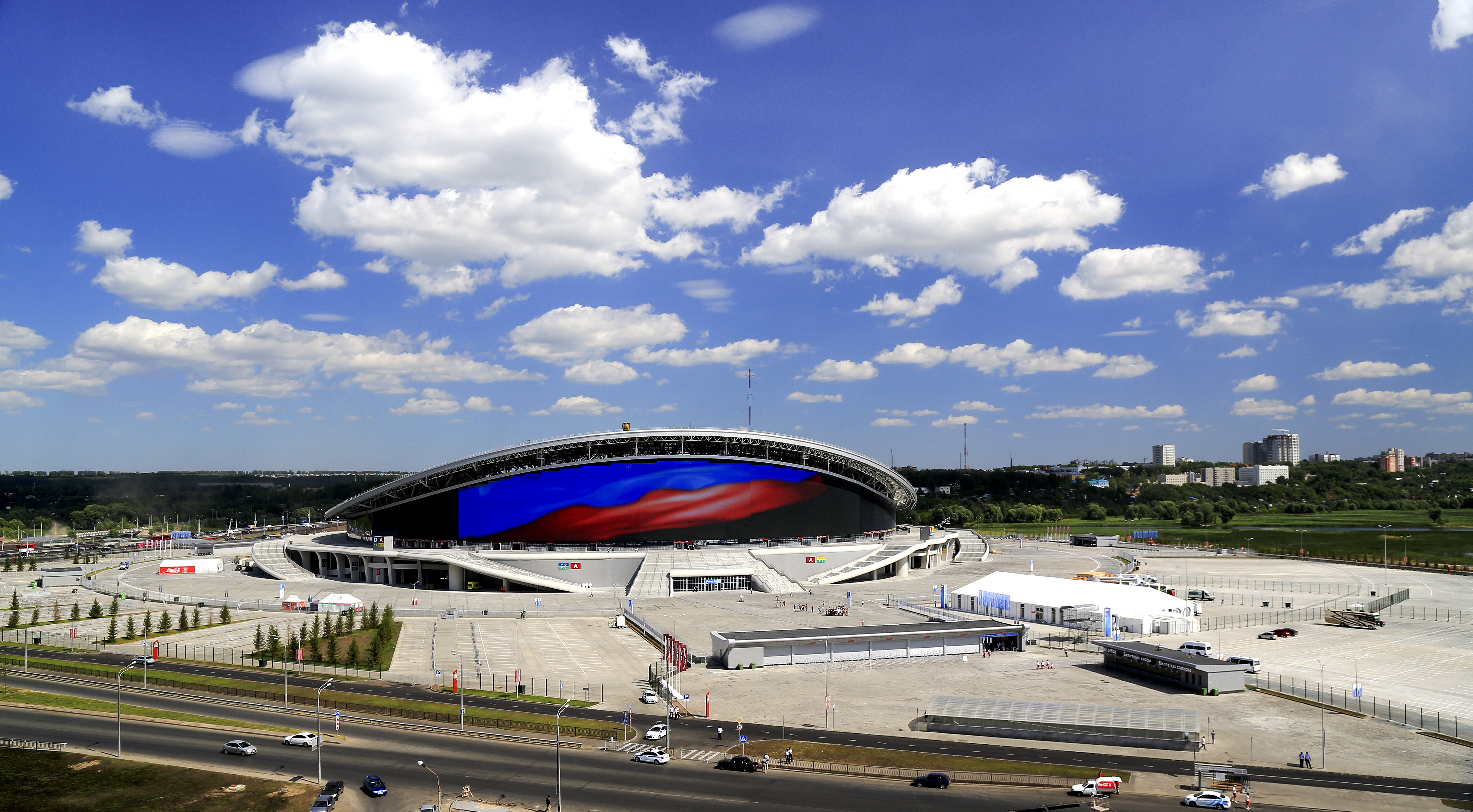
Казань-арена

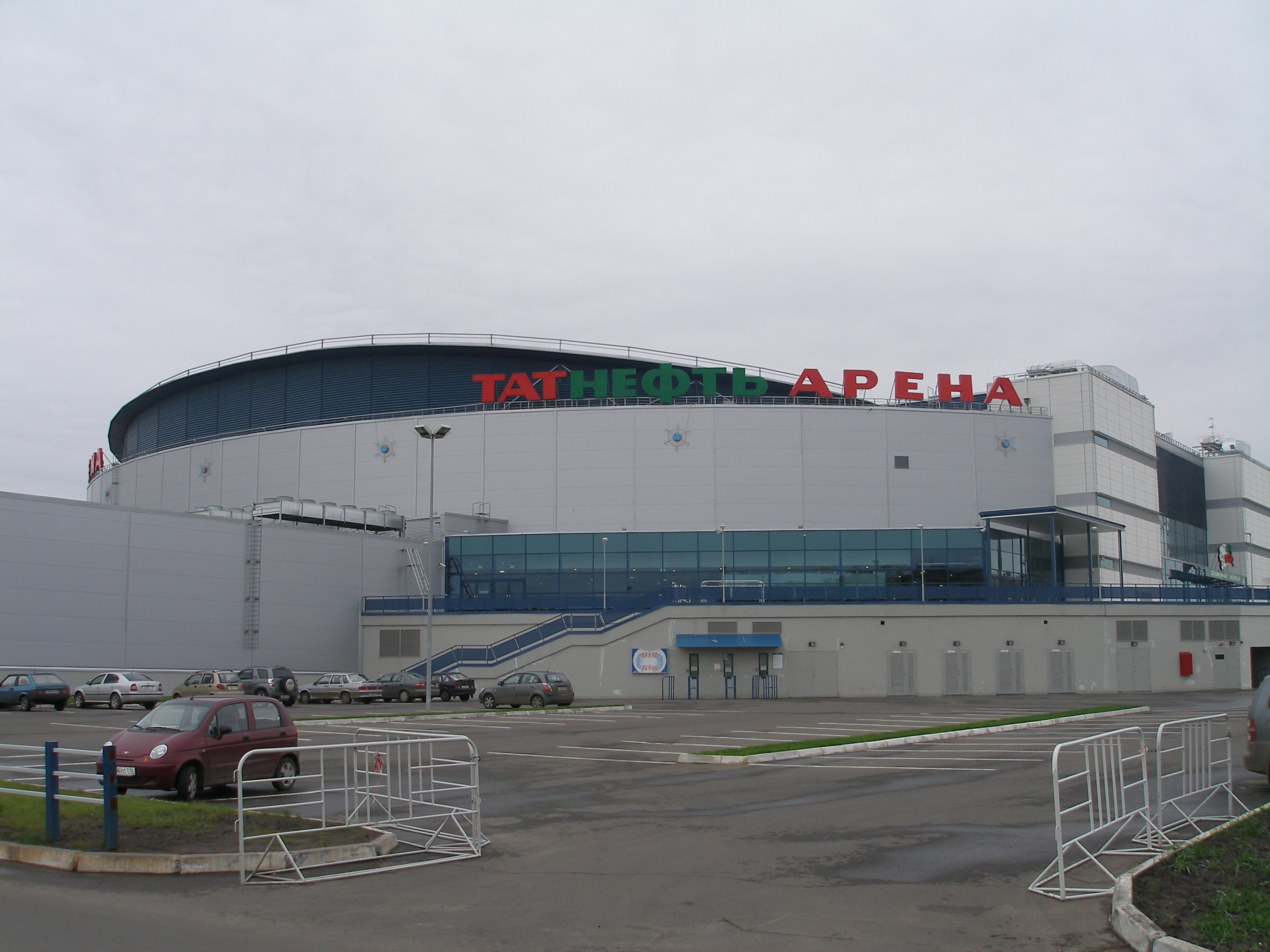
«Татнефть-Арена»

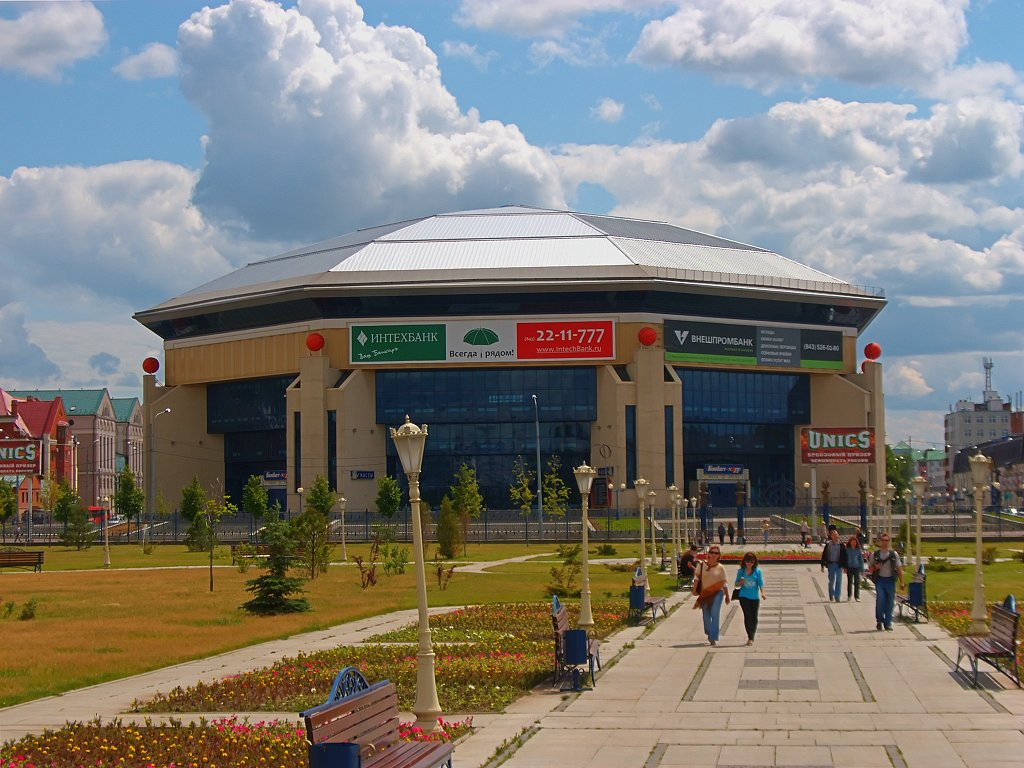
Баскет-холл

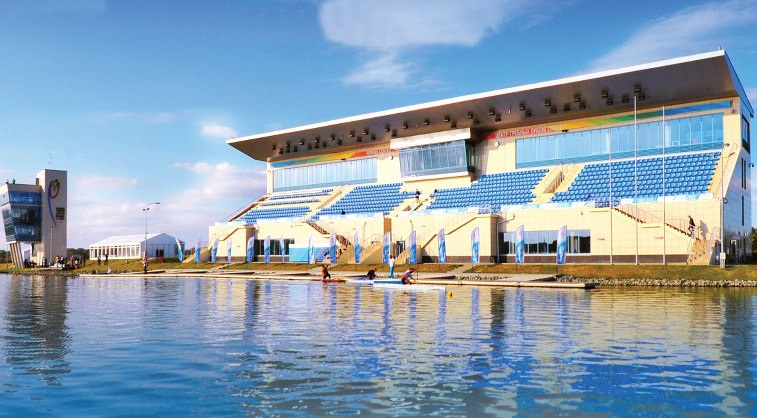
Центр гребных видов спорта на озере Средний Кабан

| Арена                                             | Вид спорта                                                     | вместимость | Ввод в эксплуатацию |
| ------------------------------------------------- | -------------------------------------------------------------- | ----------- | ------------------- |
| Казань Арена                                      | церемонии открытия и закрытия                                  | 45 000      | 2013                |
| Стадион «Центральный»                             | лёгкая атлетика                                                | 15 000      | 1960                |
| Стадион «Рубин»                                   | футбол                                                         | 10 000      | 1958                |
| Татнефть-Арена                                    | волейбол                                                       | 10 000      | 2005                |
| Казанская академия тенниса                        | теннис                                                         | 7 200       | 2010                |
| Баскет-холл                                       | баскетбол                                                      | 7 000       | 2003                |
| МКСК «Казань»                                     | пляжный волейбол                                               | 6 000       | 2005                |
| Центр волейбола «Санкт-Петербург»                 | волейбол                                                       | 4 600       | 2010                |
| Дворец водных видов спорта                        | плавание, прыжки в воду, синхронное плавание                   | 4 200       | 2012                |
| Центр гребных видов спорта на озере Средний Кабан | гребля академическая, на байдарках и каноэ                     | 3 000       | 2011                |
| УСК «Тулпар»                                      | волейбол, регби — предварительные соревнования                 | 3000 и 1000 | 2009                |
| Центр хоккея на траве                             | хоккей на траве                                                | 2 400       | 2007                |
| Центр гимнастики                                  | спортивная гимнастика, художественная гимнастика               | 3 200       | 2012                |
| Дворец единоборств «Ак Барс»                      | дзюдо, борьба на поясах, самбо                                 | 2 000       | 2010                |
| Центр бокса и настольного тенниса                 | бокс и настольный теннис                                       | 2 000       | 2010                |
| КСК «КАИ-Олимп»                                   | баскетбол, футбол и водное поло                                | 1500 и 1000 | 2010                |
| СК «Бустан»                                       | волейбол — предварительные соревнования, плавание — тренировки | 1500 и 1000 | 2010                |
| УСК «Зилант»                                      | волейбол — предварительные соревнования                        | 1000        | 2009                |
| УСК «Мирас»                                       | футбол — предварительные соревнования, баскетбол — тренировки  | 1000        | 2010                |
| Бассейн «Буревестник»                             | водное поло                                                    | 1000        | 2010                |
| УСК «Олимпиец»                                    | волейбол — тренировки                                          | 700         | 2010                |
| Бассейн «Акчарлак»                                | плавание — тренировки                                          | 500         | 2010                |
| СК «Форвард»                                      | баскетбол — предварительные соревнования                       | 296         | 2009                |
| СОК «Триумф»                                      | баскетбол, волейбол — тренировки                               | 296         | 2010                |
| СОК «Ватан»                                       | баскетбол, волейбол — тренировки                               | 296         | 2010                |
| УСК «Москва»                                      | волейбол — тренировки                                          |             | 2010                |
| УСК «Тезуче»                                      | волейбол — тренировки                                          |             | 2010                |
| СК «Итиль»                                        | баскетбол — тренировки                                         |             | 2009                |
| СК «Ак Буре»                                      | водное поло — тренировки                                       |             | 2010                |
| СК «Батыр»                                        |                                                                |             | 1987                |
| Комплекс стендовой стрельбы                       | стрелковый спорт                                               |             | 2009                |